# Zjednoczenie Rodzimowierców Ukrainy
Zjednoczenie Rodzimowierców Ukrainy (ORU, ukr. Об’єднання Рідновірів України) – ukraiński rodzimowierczy związek wyznaniowy, założony w 1998 roku w Kijowie z inicjatywy Haliny Łozko i zarejestrowany w 2001 roku jako Centrum Religijne Zjednoczenia Rodzimowierców Ukrainy.
ORU stanowi organizację parasolową dla różnych grup rodzimowierczych na Ukrainie – zarówno zarejestrowanych, jak i nieformalnych. Wydaje ono pismo „Swaroh”, prowadzi sobotnie szkółki rodzimowierstwa słowiańskiego, akademię teologiczną, a także rekonstruuje astronomiczny kalendarz sakralny, rytuały i kulturę obrzędową.

## Historia
Organizacja powstała w 1998 roku na bazie istniejącej od 1993 roku Kijowskiej Gromady Ukraińskich Rodzimowierców „Prawosławja” (ukr. Київська громада українських язичників «Православ'я»), skupionej wokół Haliny Łozko i czerpiącej inspiracje z filozofii Włodzimira Szajana.

## Gromady członkowskie
W skład ORU wchodzą następujące gromady:
- Prawosławia (Kijów)
- Hałyczany (Lwów)
- Prawosława (Nikopol)
- Swarha (Tarnopol)
- Polany (Boryspol)
- Swaroh (Berdiańsk)
- Peruniw Cwit (Iwano-Frankiwsk)